# Río Saija
Der Río Saija ist ein etwa 97 km langer Zufluss des Pazifischen Ozeans im Westen von Kolumbien.

## Flusslauf
Der Flusslauf des Río Saija befindet sich innerhalb des Gemeindegebiets von Timbiquí im Departamento del Cauca. Der Río Saija entspringt im Westen der kolumbianischen Westkordillere auf einer Höhe von etwa 500 m. Er fließt anfangs 20 km in nordnordwestlicher Richtung durch das Bergland, bevor er das westkolumbianische Küstentiefland erreicht. Anschließend wendet sich der Fluss nach Norden. Bei Flusskilometer 62 passiert der Fluss die am rechten Flussufer gelegene Siedlung Santa Rosa de Saija. Bei Flusskilometer 40, bei der Siedlung Boca de Patía, trifft der Río San Bernardo von Osten kommend auf den Fluss. Dieser wendet sich anschließend in Richtung Westnordwest. Er spaltet sich zweimal in zwei Flussarme auf, die sich wieder vereinigen. Bei Flusskilometer 10 liegt am rechten Flussufer die Siedlung Puerto Saija. Kurz darauf zweigt ein Mündungsarm nach Norden ab. Der Río Saija mündet schließlich 10 km nördlich von Timbiquí in den Pazifischen Ozean.

## Einzugsgebiet und Hydrologie
Das Einzugsgebiet des Río Saija umfasst eine Fläche von schätzungsweise 1050 km². Es grenzt im Norden an das des Río San Juan de Micay, im Süden an das des Río Bubuey und an das des Río Timbiquí. Der mittlere Abfluss beträgt 165 m³/s.